# Lucas Correa
Lucas Alberto Correa Belmonte (nacido en Rosario el 3 de febrero de 1984) es un futbolista argentino. Se desempeña como mediocampista ofensivo y su primer club fue Rosario Central. Jugó la Copa Mundial de Fútbol Sub-17 de 2001 con la Selección Argentina.

## Carrera
Juvenil de promisorio futuro, Correa tuvo su oportunidad de debutar en primera con la casaca canalla durante el Torneo Clausura 2001, cuando por la penúltima fecha Rosario Central cayó como visitante el 5 de junio ante Racing Club por 4-1, en un partido en el que los auriazules presentaron muchos juveniles, ya que el plantel mayor se encontraba en México para disputar dos días más tarde el partido de ida de las semifinales de la Copa Libertadores ante Cruz Azul, al punto de que en el cotejo ante la otra Academia el entrenador fue Daniel Teglia, quien ejercía el cargo en el conjunto de reserva. Su paso por el canalla terminó por ser intrascendente, habiendo jugado sólo 3 encuentros. Tras jugar en Tigre, en 2004 emigró a Italia, donde comenzó una larga y prestigiosa carrera en el fútbol de ascenso de dicho país. Pretendido por su gran calidad futbolística y capacidad para liderar el juego de su equipo, fue cambiando de club y mejorando de categoría, aunque fue en la Serie C1 donde se desempeñó mayormente. Incluso en 2006 su pase fue comprado por SS Lazio, y se integró al primer equipo durante el primer semestre de la temporada 2010-11. En julio de 2015 retornó a su país natal, sumándose a Atlético Elortondo, equipo de la Liga Venadense de Fútbol. Desde mediados de 2016 integra nuevamente un plantel en Italia, jugando por Bisceglie, club que disputa el certamen de la Serie D. En 2017 se suma a Mantova, club de la misma categoría.

## Clubes
| Club               | País      | Año           | PJ | Goles |
| ------------------ | --------- | ------------- | -- | ----- |
| Rosario Central    | Argentina | 2001-2004     | 3  | 0     |
| Tigre              | Argentina | 2004          | 1  | 0     |
| Penne Calcio       | Italia    | 2004-2005     | 32 | 4     |
| Lanciano           | Italia    | 2005-2007     | 36 | 4     |
| Lucchese           | Italia    | 2007          | 10 | 2     |
| Gallipoli          | Italia    | 2007-2008     | 24 | 3     |
| Pro Patria         | Italia    | 2008-2009     | 27 | 12    |
| Taranto            | Italia    | 2009          | 10 | 3     |
| Ravenna Calcio     | Italia    | 2010          | 13 | 1     |
| SS Lazio           | Italia    | 2010          | 0  | 0     |
| Varese             | Italia    | 2011          | 13 | 1     |
| Avellino           | Italia    | 2011          | 10 | 0     |
| Bassano            | Italia    | 2012-2013     | 45 | 14    |
| Casertana Calcio   | Italia    | 2013-2014     | 30 | 2     |
| Atlético Elortondo | Argentina | 2015          | ¿? | ¿?    |
| Bisceglie          | Italia    | 2016          | 3  | 0     |
| Mantova            | Italia    | 2017-presente | 27 | 10    |

* Datos actualizados al 5 de junio de 2018.

## Selección nacional
Disputó la Copa Mundial de Fútbol Sub-17 de 2001, habiendo jugado 6 encuentros y marcado 1 gol.

### Participaciones en la Copa del Mundo Juvenil
| Copa                   | Sede              | Resultado     | PJ | Goles |
| ---------------------- | ----------------- | ------------- | -- | ----- |
| Mundial Sub-17 de 2001 | Trinidad y Tobago | Cuarto puesto | 6  | 1     |

#### Detalle de partidos
| Instancia        | Fecha      | Estadio                        | Rival        | Resultado | Goles |
| ---------------- | ---------- | ------------------------------ | ------------ | --------- | ----- |
| Primera fase     | 15-09-2001 | Ato Boldon, Couva              | Burkina Faso | 2-2       | 1     |
| Primera fase     | 17-09-2001 | Mannu Ramjohn, Marabella       | Omán         | 3-0       | 0     |
| Primera fase     | 20-09-2001 | Ato Boldon, Couva              | España       | 4-2       | 0     |
| Cuartos de final | 24-09-2001 | Mannu Ramjohn, Marabella       | Malí         | 2-1       | 0     |
| Semifinal        | 27-09-2001 | Hasely Crawford, Puerto España | Francia      | 1-2       | 0     |
| Tercer puesto    | 30-09-2001 | Hasely Crawford, Puerto España | Burkina Faso | 0-2       | 0     |